# Fahrenzhausen
Fahrenzhausen là một đô thị thuộc huyện Freising trong bang Bayern nước Đức. Đô thị Fahrenzhausen có diện tích 37,64 km², dân số thời điểm 31 tháng 12 năm 2006 là 4529 người.